# Solarplexus
För bandet Solar plexus se: Solar plexus (musikgrupp).

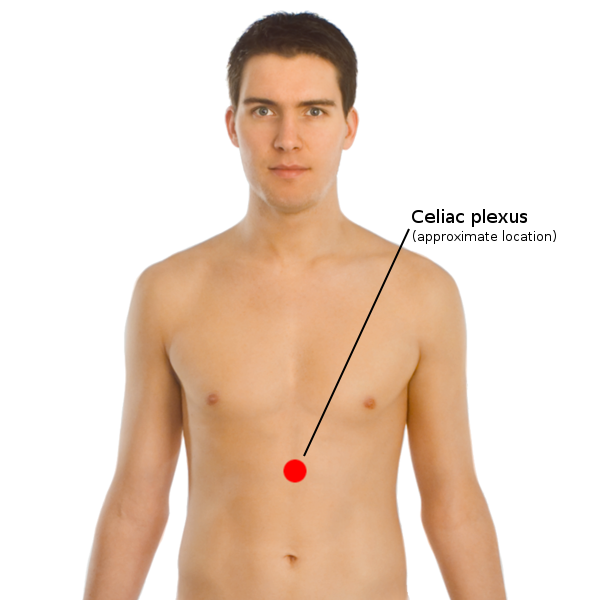
Ungefärlig placering.

Solarplexus, egentligen plexus solaris, numera plexus coeliacus, är en samling nervceller i bakre bukhåleväggen i höjd med mellangärdet bakom bukspottskörteln. Punkten är lokaliserad i höjd med bröstet, strax under platsen där revbenen går samman. Ett slag mot punkten leder till stor smärta och ibland andningssvårigheter.
Begreppet kommer från latinets ord för "flätad" (plexus) medan "solar" antyder att ordet har med sol att göra (nervtrådarna liknar solstrålar).